# ألفارو فاييس
ألفارو فاييس (بالإسبانية: Álvaro Valles)‏ هو لاعب كرة قدم إسباني في مركز حراسة المرمى، ولد في 25 يوليو 1997 في لا رينكونادا في إسبانيا. لعب مع UD Las Palmas Atlético ‏.

## وصلات خارجية
- ألفارو فاييس على موقع قاعدة بيانات كرة القدم.إي يو (الإنجليزية)
- ألفارو فاييس على موقع Soccerway.com (الإنجليزية)